# Fronsac (Gironde)
Fronsac település Franciaországban, Gironde megyében. Lakosainak száma 1120 fő (2022. január 1.). Fronsac Arveyres, Libourne, Saillans, Saint-Aignan, Saint-Michel-de-Fronsac és Vayres községekkel határos.

## Népesség
A település népességének változása:
| Lakosok száma | 1155 | 1170 | 1042 | 1036 | 1126 | 1182 | 1153 | 1148 | 1132 | 1120 |
|               | 1968 | 1982 | 1999 | 2006 | 2011 | 2015 | 2017 | 2018 | 2020 | 2022 |